# آنا آوانسیان
آنا هراندی آوانسیان (ارمنی: Աննա Հրանտի Ավանեսյան؛ انگلیسی: Anna Avanesyan؛ ۳۰ ژوئن ۱۹۸۴) یک مجری تلویزیونی و روزنامه‌نگار اهل ارمنستان است. وی از سال میلادی تاکنون مشغول فعالیت بوده‌است.

## زندگی‌نامه
وی در ۳۰ ژوئن ۱۹۸۴ در ایروان به دنیا آمد و از دانشگاه دولتی ایروان فارغ‌التحصیل شد. 